# Новиков, Константин Афанасьевич
Константи́н Афана́сьевич Но́виков (6 августа 1919, Медвежье, Ливенский уезд, Орловская губерния, Советская Россия — 9 января 1958, Москва, СССР) — советский лётчик-ас, Герой Советского Союза (1943), Гвардии капитан (1944).

## Биография
Родился 6 августа 1919 года в селе Медвежье Ливенского уезда Орловской губернии. В 1934 году окончил 7 классов школы. С 1934 года жил в Москве. В 1935—1936 годах работал слесарем на строительстве метро, в 1936—1937 — слесарем на автомобильном заводе имени И. В. Сталина, в 1938—1939 — слесарем на Московском лакокрасочном заводе. В 1937 году окончил Центральный аэроклуб (Тушино).
В армии с сентября 1939 года. До января 1940 года обучался в Борисоглебской военной авиационной школе лётчиков. В 1940 году окончил Серпуховскую военную авиационную школу лётчиков, в 1941 году — Конотопскую школу высшего пилотажа и воздушного боя. Служил в ВВС лётчиком (в Западном военном округе).
Участник Великой Отечественной войны: в июле-августе 1941 — лётчик истребительного авиационного полка (Западный фронт). 18 августа 1941 года был тяжело ранен в грудь и лицо, до ноября 1941 года находился на излечении в тамбовском госпитале. C ноября 1941 года служил лётчиком в формирующемся 805-м истребительном авиационном полку (город Моршанск Тамбовской области). В июле-сентябре 1942 — лётчик 805-го истребительного авиационного полка, в сентябре 1942 — лётчик 862-го истребительного авиационного полка. Воевал на Северо-Кавказском и Закавказском фронтах. Участвовал в битве за Кавказ.
В сентябре 1942 — мае 1945 — лётчик, старший лётчик, командир звена, заместитель командира и командир авиаэскадрильи 131-го (с февраля 1943 — 40-го гвардейского) истребительного авиационного полка (217-я истребительная авиационная дивизия). Воевал на Северо-Кавказском, Воронежском и 1-м Украинском фронтах. Участвовал в обороне и освобождении Северного Кавказа, Курской битве, Белгородско-Харьковской операции, освобождении Левобережной Украины, Киевской, Ровно-Луцкой, Проскуровско-Черновицкой, Львовско-Сандомирской, Сандомирско-Силезской, Верхнесилезской, Берлинской и Пражской операциях.
27 сентября 1942 года в районе села Аки-Юрт (Малгобекский район Ингушетии) таранным ударом сбил вражеский самолёт, после чего совершил посадку на своём аэродроме. За время войны был четыре раза ранен. Всего совершил 468 боевых вылетов на истребителях И-16, Як-1, ЛаГГ-3, Ла-5 и Ла-7, в 98 воздушных боях сбил лично 28 и в составе группы 5 самолётов противника.
За мужество и героизм, проявленные в боях, указом Президиума Верховного Совета СССР от 1 мая 1943 года гвардии лейтенанту Новикову Константину Афанасьевичу присвоено звание Героя Советского Союза с вручением ордена Ленина и медали «Золотая Звезда».
После войны продолжал командовать авиаэскадрильей. С августа 1945 года гвардии капитан К. А. Новиков — в запасе.
В 1945—1947 — лётчик-испытатель Лётно-исследовательского института (город Жуковский Московской области), в 1948—1949 — лётчик транспортного отряда авиазавода № 64 (город Воронеж). В 1950—1952 годах работал лётчиком в Игарской авиагруппе Полярной авиации, в 1952—1953 — лётчиком на Норильском комбинате.
В 1953—1954 — молотобоец Колбинского леспромхоза (Манский район Красноярского края). С марта 1954 года работал грузчиком в Москве.
Жил в Москве. 15 июня 1957 года в отделе ЗАГС Щербаковского района заключил брак с Чиняковой Анастасией Ивановной, 20 ноября 1924 года рождения. Умер 9 января 1958 года. Похоронен на Пятницком кладбище в Москве.

## Награды
- Герой Советского Союза (1.05.1943);
- орден Ленина (1.05.1943);
- три ордена Красного Знамени (19.10.1942; 22.07.1943; 12.05.1945);
- орден Александра Невского (23.02.1944);
- орден Отечественной войны 1-й степени (10.06.1943);
- медали.